# Lesben und Schwule in der Union
| Logo                      | Logo                                                  |
| ------------------------- | ----------------------------------------------------- |
| Logo LSU                  |                                                       |
| Basisdaten                |                                                       |
| Gründungsdatum:           | 1998                                                  |
| Vorsitzender:             | Sönke Siegmann                                        |
| Stellvertreter:           | Matthias Block-Löwer Philipp Pohlmann Jakob Schneider |
| Bundesgeschäftsführer:    | René Powilleit                                        |
| Mitglieder- beauftragter: | Uwe Bruchhausen                                       |
| Bundes- schatzmeisterin:  | Petra Többe                                           |
| Pressesprecher:           | Heiko Petzold                                         |
| Website:                  | www.lsu-deutschlands.de                               |

Der Verband Lesben und Schwule in der Union (LSU) ist ein 1998 gegründeter nicht eingetragener politischer Verein mit Sitz in Berlin, der seit dem 9. September 2022 den Status einer Sonderorganisation der Christlich Demokratischen Union Deutschlands (CDU) hat. Als Vorfeldorganisation setzt sich der Verband aus Mitgliedern und Anhängern der CDU, der CSU und ihrer Organisationen zusammen. Laut Satzung ist es seine Aufgabe, die politische Willensbildung mit dem Ziel zu fördern, die Rechte von Lesben, Schwulen, Bisexuellen, Trans- und Intergeschlechtlichen (LSBTI) in Deutschland und Europa zu stärken und Diskriminierung zu beseitigen.

## Geschichte

### Gründung und erste Jahre
Im November 1997 traf sich erstmals eine Gruppe schwuler CDU-Mitglieder in Köln und schlossen sich zur Gruppe der „Schwulen Christdemokraten“ zusammen. Erste lockere Zusammenschlüsse gab es in den (west-)deutschen Großstädten schon seit Mitte der 1990er-Jahre. Damit traten erstmals homosexuelle Unionsmitglieder parteiöffentlich in Erscheinung. Im März 1998 erfolgte schließlich die Gründung des Verbandes der Lesben und Schwulen in der Union (LSU).

### Wegmarken
Im Januar 1999 veranstalteten Stipendiaten der CDU-nahen Konrad-Adenauer-Stiftung (KAS) in Köln in eigener Regie erstmals ein Seminar zum Thema „Die Lebenssituation gleichgeschlechtlicher Lebensgemeinschaften in unserer Gesellschaft“. Seit dem Parteitag der CDU Deutschlands 2003 in Leipzig ist die LSU durchgängig auf den Parteitagen der CDU mit einem Stand präsent. Dort werden Gespräche mit Delegierten, Pressevertretern und Gästen geführt. Der Bundesparteitag gilt als wichtige Kommunikationsplattform für die LSU innerhalb der CDU. Das trug entscheidend zur weiteren Bekanntheit des Verbandes innerhalb der Mutterpartei bei.
In der Parlamentarischen Sommerpause 2012, während das Urteil des Bundesverfassungsgerichts zum Ehegattensplitting bereits abzusehen war, fand sich eine Gruppe von dreizehn CDU-Bundestagsabgeordneten („Wilde Dreizehn“) zusammen und verfasste einen gemeinsamen offenen Brief an die Fraktionsspitze. Die Gruppe war der Ansicht, dass der bisherige Kurs ihrer Fraktion so nicht weitergehen könne. Die Union und die Bundesregierung dürften sich nicht weiter vom Bundesverfassungsgericht treiben lassen, sondern müssten wieder aktiv Politik gestalten. In ihrem Brief appellierten sie daran, das Thema der steuerlichen Gleichstellung offensiv anzugehen. Die mediale Aufmerksamkeit war groß, die Presse taufte die Gruppe der Abgeordneten „Die Wilden Dreizehn“ in Anlehnung an die Piratenbande aus Michael Endes Kinderbuch „Jim Knopf und die Wilde 13“. Das informelle Bündnis bestand aus Ingrid Fischbach, Olav Gutting, Frank Heinrich, Stefan Kaufmann, Jürgen Klimke, Rolf Koschorrek, Jan-Marco Luczak, Jens Spahn, Nadine Schön, Marcus Weinberg, Sabine Weiss, Elisabeth Winkelmeier-Becker und Matthias Zimmer. Nach Veröffentlichung des Briefes erklärten sich die Bundestagsabgeordneten Ruprecht Polenz (CDU) und Dagmar Wöhrl (CSU) solidarisch. Der Parteitag der CDU Deutschlands 2012 debattierte erstmals in der Geschichte der Partei die Gleichberechtigung von gleichgeschlechtlichen Lebenspartnern nach dem Lebenspartnerschaftsgesetz mit verschiedengeschlechtlichen Eheleuten im Steuerrecht. Ausgelöst wurde dies durch einen Antrag des CDU-Kreisverbandes Fulda, der darauf abzielte, die Diskussion über die Gleichstellung in der CDU per Parteitagsbeschluss unterbinden zu lassen. Mangels eigenen Antragsrechts wurde von Seiten der LSU mit Unterstützung der sogenannten „Wilden Dreizehn“ ein Gegenantrag als Initiativantrag formuliert, für den 30 Unterschriften benötigt wurden. Es unterzeichneten 115 der 1.001 Delegierten, so dass das erforderliche Quorum erreicht wurde. Der Antrag wurde von den Bundestagsabgeordneten Winkelmeyer-Becker, Kaufmann und Luczak eingereicht und von der Antragskommission angenommen. Am Ende unterlagen die Befürworter der Gleichstellung zwar mit vierzig zu sechzig Prozent; dennoch war dies bei einem Thema, das noch nie offen in der CDU diskutiert worden war, ein bemerkenswertes Ergebnis. Die LSU-Mitglieder bewerteten das Ergebnis des Parteitags weitgehend positiv. Ein knapper Sieg erschien auch vielen LSU-Funktionären eher schädlich und hätte in ihren Augen eher Spaltungstendenzen befördert. Ziel der LSU ist es, die Kritiker ihrer Position nicht mit möglicherweise knappen Mehrheiten zu überrumpeln, sondern in der Debatte an das Thema heranzuführen.
In den Wochen nach dem Verfassungsreferendum über die gleichgeschlechtliche Ehe in Irland 2015 positionierten sich viele CDU-Politiker öffentlich in Interviews oder Bundestagsdebatten für die Gleichgeschlechtliche Ehe. Am 11. Juni 2015 fand ein Treffen der LSU mit 18 ihrer parlamentarischen Unterstützer im Paul-Löbe-Haus in Berlin statt. Von der CDU nahmen 15, von der CSU drei Bundestagsabgeordnete teil, u. a. Marcus Weinberg, Sabine Sütterlin-Waack, Andreas Nick, Nadine Schön (stellvertretende Fraktionsvorsitzende), Jens Spahn, Sabine Weiss (damals stellvertretende Fraktionsvorsitzende), Christina Schwarzer, Matthias Zimmer, Stefan Kaufmann (alle CDU) sowie Bernd Fabritius, Dagmar Wöhrl, Gudrun Zollner (alle CSU). Die LSU setzte sich mit ihren Unterstützern schon lange vor der Umsetzung für die Öffnung der Ehe für alle ein und hat auch die Kampagne des Lesben- und Schwulenverbands in Deutschland zur Öffnung der Ehe („Keine halben Sachen“) unterstützt als Bekenntnis zur wirklichen Gleichstellung und Gleichberechtigung.

## Inhaltliches Profil

### Leitbild
Die LSU verpflichtet sich den Grundsätzen des christlichen Menschenbildes. Im Mittelpunkt stehen deshalb die Bewahrung der Schöpfung und die Achtung aller Menschen so wie sie geschaffen wurden, unabhängig von ihrem Geschlecht, ihrer körperlichen Behinderung, Religion, Ethnie, Staatsangehörigkeit oder sexuellen Orientierung und geschlechtlichen Identität. Liebe und Sexualität sind Geschenke an den Menschen. Aus dieser Überzeugung heraus setzt sich die LSU für ein gleichberechtigtes und respektvolles Miteinander in der Gesellschaft ein.
Laut Leitbild haben sich die Mitglieder der LSU bewusst für eine Mitarbeit in einer Organisation entschieden, die den Unionsparteien nahe steht. Die Werte der Union und der freiheitlichen Demokratie will die LSU durch ihr Engagement bewahren und nachhaltig stärken. Die LSU-Mitglieder wollen mit ihrem Engagement noch bestehenden Vorurteilen und Vorbehalten in CDU und CSU entgegentreten. Dazu führt die LSU einen konstruktiven und selbstbewussten Dialog mit der Union auf Landes- und Bundesebene.

### Politische Standpunkte
Die LSU forderte die gesetzliche Vollendung des Lebenspartnerschaftsgesetzes und somit die Öffnung der Ehe für gleichgeschlechtliche Paare. Der Staat sei aufgefordert, die rechtliche Gleichstellung Homosexueller mit heterosexuell lebenden Menschen zu garantieren. In den Positionspapieren „Ehe für alle“, „Gemeinschaftliche Adoption – was spricht eigentlich dagegen?“, „Mainzer Erklärung“ wurden die von der LSU eingenommenen Argumente zu diesen Themen detailliert aufgelistet. Dieses Forderung wurde mit dem Gesetz zur Einführung des Rechts auf Eheschließung für Personen gleichen Geschlechts umgesetzt.
Eine zentrale Ursache für die Ablehnung und die Diskriminierung von Menschen mit anderer sexueller Orientierung oder geschlechtlicher Identität sei oftmals Unwissenheit. Daher sei eine objektive und umfassende Aufklärung – auch aus Gründen der Gewaltprävention – weiterhin dringend erforderlich. Diese finde nicht nur im Elternhaus, sondern vor allem in der Schule statt. Hier würden gleichgeschlechtliche Lebensweisen in der Regel nicht ausreichend oder überhaupt nicht behandelt. Eine qualifizierte Aus- und Fortbildung der Lehrkräfte sei hierfür unabdingbare Voraussetzung.
Die LSU setzte sich (unter anderem mit einer Unterstützungskampagne 2014) für die Rehabilitierung und Unterstützung der nach dem ehemaligen § 175 StGB in der Bundesrepublik und § 151 StGB – DDR Verurteilten ein. Diese erfolgte durch das Gesetz zur strafrechtlichen Rehabilitierung der nach dem 8. Mai 1945 wegen einvernehmlicher homosexueller Handlungen verurteilten Personen.
Auch der Abbau von Diskriminierung und Stigmatisierung von Menschen mit HIV und AIDS sowie Förderung wirkungsvoller Prävention und Forschung und die Vermittlung von Respekt für unterschiedliche Lebensweisen in Schule und Bildung sind ständige Anliegen.

### Aktuelle Forderungen
(Quelle: )
- Abbau von Diskriminierung und Stigmatisierung von Menschen mit HIV und AIDS sowie Förderung wirkungsvoller Prävention und Forschung
- Vermittlung von Respekt für unterschiedliche Lebensweisen in Schule und sonstigen Bildungseinrichtungen
- Eintreten gegen Hassgewalt
- Einfordern von Menschenrechten weltweit
- Ergänzung des Art. 3 Grundgesetz um die Merkmale der sexuellen Orientierung und geschlechtlichen Identität
- Förderung von Diversität in allen Lebens- und Arbeitsbereichen

### Verhältnis zur CDU
Am 9. September 2022 erhielt die LSU auf dem Parteitag der CDU Deutschlands 2022 in Hannover den Status einer Sonderorganisation. Dadurch ist der Bundesvorsitzende im CDU-Bundesvorstand vertreten sowie die Landesvorsitzenden in den CDU-Landesvorständen. Zudem hat LSU als Sonderorganisation ein Antrags- und Rederecht auf den CDU-Parteitagen. Bis zum Parteitagsbeschluss zählte die LSU zu den sonstigen Gruppen. Sie stehen in einem weniger engen Verhältnis zu den Mutterparteien als Sonderorganisationen bzw. Vereinigungen, sind aber als Vorstufe von diesen zu begreifen. LSU strebte über Jahre den Status einer Vereinigung oder Sonderorganisation an. Im September 2019 hatte der CDU-Landesverband Berlin angekündigt, bereits beim CDU-Bundesparteitag im November 2019 die Aufwertung der LSU zur Vereinigung zu beantragen. Auf Landesebene (Berlin und Rheinland-Pfalz) hat die LSU den Status eines Arbeitskreises.
Gemäß ihrem Selbstverständnis sieht sich die LSU als politisch-gesellschaftliche Vorfeldorganisation, die eine Mittler- bzw. Scharnierfunktion zwischen der Mutterpartei und der LSBTI-Gemeinschaft einnimmt und politische und gesellschaftlich relevante Themen in beide Richtungen kommuniziert und lobbyistisch vertritt. Laut Grundsatzprogramm strebte über Jahre die LSU den Status einer „Vereinigung“ bzw. „Sonderorganisation“ innerhalb der Unionsparteien an.

## Innere Struktur
Die LSU gliedert sich in den Bundesverband, Landesverbände und Kreisverbände.

### Bundesverband
Der Bundesverband ist die höchste Organisationsebene innerhalb der LSU, er umfasst die Bundesmitgliederversammlung und den Bundesvorstand.

#### Bundesmitgliederversammlung (BMV)
Die Bundesmitgliederversammlung ist das höchste Organ innerhalb des LSU-Bundesverbandes. Die Mitgliederversammlung findet regulär einmal im Jahr wechselnd in den vier Regionalverbänden Nord, Ost, West und Süd statt. Auf der BMV werden alle zwei Jahre der Bundesvorstand gewählt sowie die Satzung und Geschäftsordnung beschlossen. Bei der BMV finden bei Bedarf übergreifende inhaltliche Diskussionen zu Positionspapieren oder Leitanträgen statt.

#### Bundesvorstand
Die Aufgabe des Bundesvorstandes besteht darin, die tägliche politische Arbeit zu erledigen. Er plant die jährliche Bundesmitgliederversammlung und andere Veranstaltungen auf Bundesebene, wie z. B. den Jahresempfang und den Stand auf den Parteitagen der Mutterparteien.
Der Bundesvorstand wird alle zwei Jahre auf der Bundesmitgliederversammlung neugewählt. Er besteht aus den Mitgliedern des Geschäftsführenden Bundesvorstandes, den Beisitzern und den Vorsitzenden der (derzeit zwölf) Landesverbände. Die Mitgliedschaft im Bundesvorstand steht laut §11 der Satzung lediglich Männern und Frauen offen. Intergeschlechtliche Personen sind von Ämtern im Vorstand ausgeschlossen.
Der Geschäftsführende Bundesvorstand der LSU besteht aus:
1. dem Bundesvorsitzenden
2. drei stellvertretenden Bundesvorsitzenden
3. dem Bundesschatzmeister
4. dem Bundesgeschäftsführer
5. dem Bundespressesprecher
6. dem Mitgliederbeauftragten

Bisherige Bundesvorsitzende:
- seit 2023: Sönke Siegmann
- 2010–2023: Alexander Vogt
- 2007–2010: Reinhard Thole
- 2006–2007: Arnd Lange
- 2004–2006: Roland Heintze
- 2001–2004: Rolf Ohler
- 1999–2001: Martin Herdieckerhoff
- 1998–1999: Mark T. Jones

### Landesverbände
Die Aufgabe jedes Landesverbandes ist die Lobbyarbeit auf Landesebene innerhalb der CDU bzw. CSU und somit der Kontakt zur Landespolitik, die Teilnahme an Parteiveranstaltungen auf Landesebene, CSDs etc.
Es gibt folgende Landesverbände (Stand: 2025):
- Baden-Württemberg
- Bayern (seit 2017)
- Berlin (gleichzeitig Arbeitskreis innerhalb der CDU Berlin)
- Brandenburg
- Bremen
- Hamburg
- Hessen
- Niedersachsen (LSU in Niedersachsen)
- Nordrhein-Westfalen
- Rheinland-Pfalz (gleichzeitig Arbeitskreis innerhalb der CDU Rheinland-Pfalz)
- Saarland
- Sachsen
- Thüringen

Auf der Bundesmitgliederversammlung 2021 in Berlin wurde die Gründung eines Landesverbandes in Sachsen-Anhalt in Angriff genommen.

## Außendarstellung

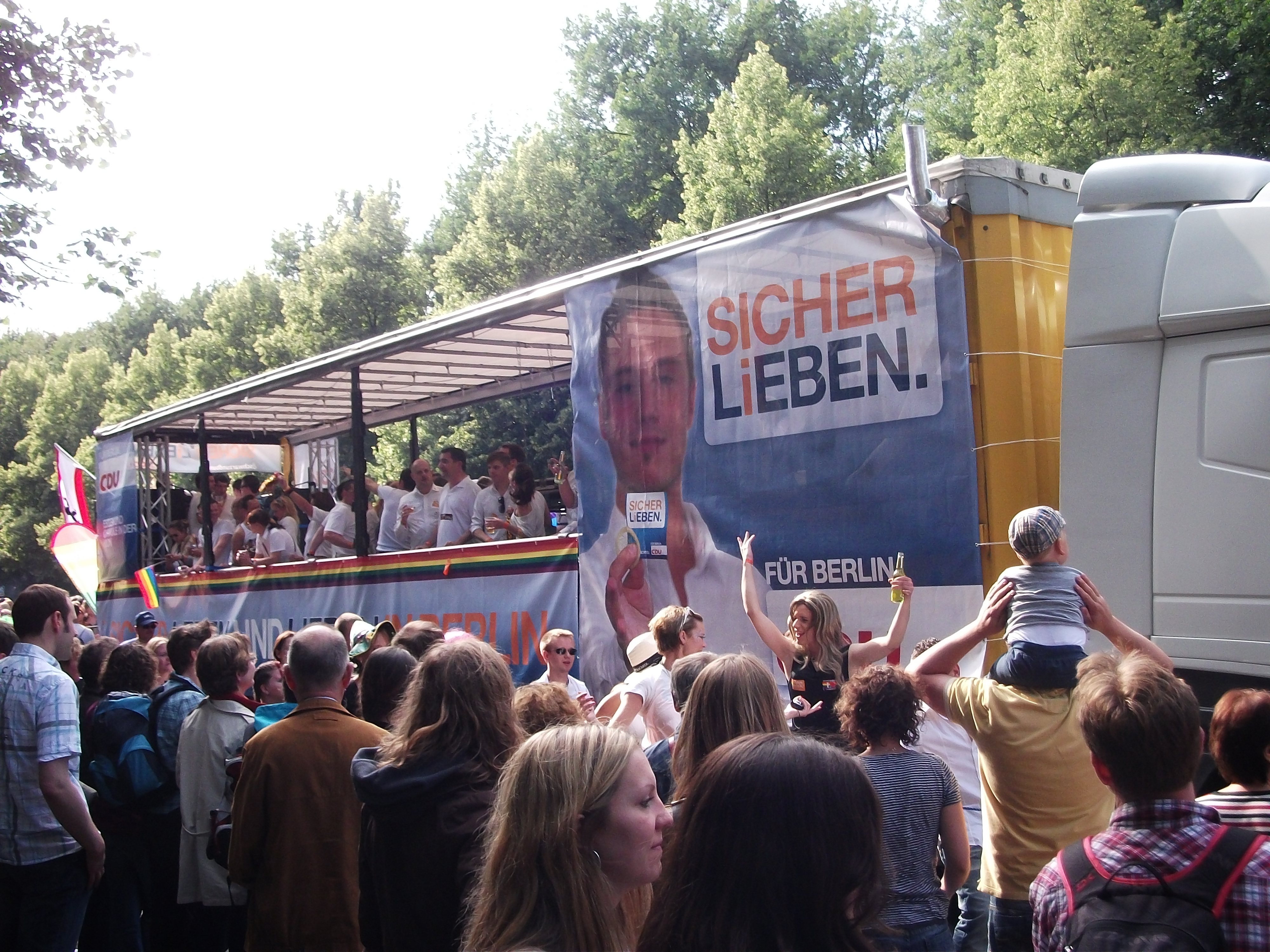
Wagen beim Christopher Street Day in Berlin mit Slogan „Sicher lieben“ (2011)

Die LSU rief als erste politische LSBTI-Organisation einen Parlamentarischen Empfang ins Leben, so wie es bei den großen in Berlin vertretenen Verbänden üblich ist. In den ersten Jahren fanden die Jahresempfänge u. a. in den Landesvertretungen von Baden-Württemberg, Saarland, Hessen, Sachsen-Anhalt, Sachsen und Hamburg statt. 2014 lud CDU-Generalsekretär Peter Tauber die LSU in das Konrad-Adenauer-Haus, die Bundesgeschäftsstelle der CDU Deutschlands, ein. 2015 wurde der Abend in der Repräsentanz der Commerzbank am Brandenburger Tor ausgerichtet.
Alle zwei Jahre vergibt die LSU den von ihr gestifteten LSU-Ehrenpreis für Akzeptanz, Toleranz und Aufklärung.
2011 war die langjährige Präsidentin des Deutschen Bundestages, Rita Süssmuth (CDU) die erste Preisträgerin, die für ihr Engagement ausgezeichnet wurde. Frau Süssmuth hatte sich während der AIDS-Krise in den 1980er-Jahren als zuständige Bundesministerin für Familie, Senioren, Frauen und Jugend für die Rechte Homosexueller eingesetzt. Sie hatte Aufklärung und Prävention in den Fokus gerückt, sich gegen jede Art von Diskriminierung und Stigmatisierung eingesetzt und zugleich Toleranz und Akzeptanz für die Betroffenen eingefordert. Durch ihr persönliches Engagement – trotz großer Widerstände und Vorbehalte auch im eigenen politischen Lager – ist es ihr früh gelungen, Grundlegendes für die HIV-/AIDS-Aufklärung in Deutschland zu leisten.
2013 wurden die sogenannten „Wilden Dreizehn“ ausgezeichnet, da mit ihrer Initiative im Jahr 2012 innerhalb der CDU eine immer offener werdende Diskussion begonnen hatte.
2015 wurde der Kirchenpräsident der Evangelischen Kirche in Hessen und Nassau, Volker Jung, für seine Tätigkeit in der Ad-hoc-Kommission der Evangelischen Kirche in Deutschland (EKD), die die Orientierungshilfe „Zwischen Autonomie und Angewiesenheit. Familie als verlässliche Gemeinschaft stärken“ verfasst hat, und sein wiederholtes öffentliches Eintreten für gesellschaftliche Akzeptanz ausgezeichnet.
Mit dem Ehrenpreis möchte die LSU ein Zeichen in die Mutterparteien hinein setzen, aber auch ein Signal nach außen senden und innerhalb der Community verdeutlichen, dass die Union kein monolithischer Block ist, sondern auch Politiker und Persönlichkeiten beheimatet, die LSBTI-Themen unterstützen.
Im Jahr 2022 wurde Regina Görner, ehemalige Ministerin für Frauen, Arbeit, Gesundheit und Soziales des Saarlandes, ausgezeichnet. Die LSU bezeichnete die Preisträgerin als „langjährige Wegbegleiterin, Unterstützerin und unermüdliche Streiterin für Gleichberechtigung“. „Regina Görner hat in Ihren über 16 Jahren als Mitglied des CDU-Bundesvorstands ihre Stimme immer wieder dafür eingesetzt, LSBTIQ in der CDU Gehör für Ihre berechtigten Anliegen zu verschaffen.“
Das Preisgeld wird von den Ehrenpreisträgern i. d. R. sozialen Initiativen und Einrichtungen gespendet. So konnten das Hospizdienst Tauwerk e. V. der Franziskaner Schwestern und Brüder in Berlin und das schwule Anti-Gewalt-Projekt Maneo in Berlin bedacht werden, oder das Evangelische Zentrum am Weißen Stein in Frankfurt am Main, das mit dem Preisgeld Frauenprojekte in Afrika fördert.